# Leo Adef
Leo Adef és un artista, director de cinema i fotògraf nascut a Buenos Aires (Argentina) en 1990 i establert a Barcelona el 2017.
La seva obra explora la identitat, la joventut, el sexe o les relacions interpersonals en una fusió de realitat i ficció amb una gran influència del moviment queer.
Ha dut a terme diferents exposicions a Espanya, França, Alemanya i a l'Argentina mateix. Ha treballat per a projectes de diferents marques, com ara i-D, MTV, Saint Laurent o Nowness. Ha estat nominat i premiat, entre d'altres, al Berlin Fashion Film Festival, al Festival de Cinema Documental de Toronto i a la Mostra Internacional de Cinema Gai i Lesbià Fire!!.
El seu últim projecte, WARP (2021), captura el procés d'exploració personal a través de diferents persones que l’artista es troba al llarg de la seva vida, i l'aprenentatge que se n'endú.